# USS Norman Scott (DD-690)
USS Norman Scott (DD-690) — эскадренный миноносец типа «Флетчер», в период Второй мировой войны состоявший на вооружении ВМС США. Был назван в честь Нормана Скотта (10 августа, 1889-13 ноября, 1942).
Эсминец был заложен 26 апреля 1943 года на верфи Bath Iron Works, спущен на воду 28 августа 1943 года и сдан в эксплуатацию 13 ноября 1943 года, под командование коммандера Овенса.

## История
14 января 1944 года Норман Скотт оставил Бостон и в сопровождении USS Canberra (CA-70) отплыл в Перл-Харбор, прибыв туда 1 февраля. Эсминец принял участие в Гилберта-Маршалловской операции, сопровождая эскортный авианосец USS Gambier Bay (CVE-73). Норман Скотт принял активное участие в Марианско-палауской операции. Эсминец оказывал огневую поддержку во время вторжения на Сайпан и битвы на Тиниане.

## Награды
Эсминец был награждён семью звёздами за службу во Второй мировой войне.